# Ма Линь
Ма Линь (кит. упр. 马琳, пиньинь Mǎ Lín; 19 февраля 1980, Шэньян, Ляонин) — китайский игрок в настольный теннис, трёхкратный олимпийский чемпион, многократный чемпион мира и обладатель Кубка мира. Один из самых титулованных теннисистов в истории.

## Спортивная карьера
Ма Линь начал заниматься настольным теннисом с 6 лет, в 1992 году вошёл в состав местной команды, в 1994 году в возрасте 14 лет был включён в состав сборной Китая. В 1999 году стал серебряным призёром чемпионата мира. В 2000 году Ма Линь выиграл Кубок мира. В 2004 году становится олимпийским чемпионом в парном разряде, а в 2008 году завоёвывает золотую олимпийскую медаль в самом престижном одиночном разряде.
За свою карьеру Ма Линь завоевал множество наград на соревнованиях самого высшего ранга, но ни разу не смог стать чемпионом мира в одиночном разряде. Ма Линь завоёвывал медали на четырнадцати чемпионатах мира, трижды был серебряным призёром и дважды бронзовым в одиночном разряде.
В сезоне 2012/2013 годов выступал за российский клуб УГМК Верхняя Пышма.

### Стиль игры
Ма Линь — игрок атакующего стиля, хват ракетки — азиатский. Один из первых игроков в мире на высшем уровне, кто стал использовать обратную сторону ракетки при азиатской хватке для нанесения мощных бэкхэнд топ-спинов.